# Zibberick
Zibberick ist ein Ortsteil der Gemeinde Angern im Nordosten des Landkreises Börde in Sachsen-Anhalt.

## Geografie
Zibberick am südöstlichen Rand der Altmark liegt zwischen den Auen des Tanger östlich der Colbitz-Letzlinger Heide und westlich der Elbe, großräumiger gesehen zwischen Magdeburg und Stendal.

## Geschichte
Der Ortsteil Zibberick gehörte vom 1. Juli 1950 bis zum 31. Dezember 2009 zur Gemeinde Mahlwinkel. Am 1. Januar 2010 schlossen sich die bis dahin selbstständigen Gemeinden Bertingen und Wenddorf und Mahlwinkel, und somit auch Zibberick, mit der bestehenden Gemeinde Angern zur neuen Gemeinde Angern zusammen.

## Verkehrsanbindung
Von Zibberick führen Verbindungsstraßen in die umliegenden Orte (Mahlwinkel, Wenddorf, Rogätz). Im 10 km entfernten Rogätz verkehrt eine Fähre (bis 25 t) über die Elbe nach Burg. Im 12 km westlich liegenden Ort Dolle besteht Anschluss an die Bundesstraße 189 – die wichtigste Verbindung im Norden Sachsen-Anhalts.
Zibberick liegt an der Bahnstrecke Magdeburg–Stendal jedoch befindet sich der nächste Bahnhof nördlich im drei Kilometer weit entfernten Mahlwinkel mit stündlichen Verbindungen über Magdeburg nach Schönebeck (Elbe) und über Stendal nach Wittenberge.